# 妄想戰士
《妄想戰士》（妄想戦士ヤマモト）是日本漫畫家小野寺浩二的漫畫作品，用誇張方式充斥著重度御宅族口味的熱血妄想漫畫。

## 簡介
主角山本一番星是個時時刻刻都在妄想的高中生，同班同學松下吾郎是個有變態潛力的正常學生，渡邊流星是個將人偶視為生命之上意義的男人，南雲鏡二是個非眼鏡娘不愛的男人，有這些人登場的漫畫應該是激不出什麼高潮，但是就如《漫畫狂戰記》中的表現手法，全篇以重度二次元患者追求萌的高潮起伏帶來了變化。

## 人物介紹
山本一番星
跟萌的惡魔簽下契約的高中生，隨時隨地都在妄想的重度行動派御宅族，對不萌絕不妥協，常常犯下綁架或傷害的犯罪（這是漫畫所以不要想太多），可以只靠萌的能量維生的男人。
松下吾郎
常常吐嘈山本妄想的戴眼鏡同班同學，平常看起來是一般人，但若是被萌過度感動，封印的裏松下就會出現暴走。在耽美同人界頗受好評的受。
渡邊流星
山本的死對頭，原本跟山本是國中時的好友，但在被陷害後視山本為勁敵，瘋狂愛好人偶，整個房間裡都是收藏，還會自己跟人偶對話（人偶的台詞由渡邊自己腹語說出），對於真實的女性不屑一顧，可愛的女孩只會被迷昏後取模。絕招是渡邊迴力鏢。
南雲鏡二
眼鏡娘教會的會長，只要是為了眼鏡娘就算是殉教也值得，有許多使用身上攜帶的眼鏡的絕招，正職是高中老師，最喜歡的飲料是泡了眼鏡的酒（眼鏡舞）。
高橋楓
紮辮子天然呆的眼鏡娘，常常被山本綁走從事各種任務。
山本毬藻
山本的妹妹，山本家唯一的正常人，因為山本不是妹控，所以是少數讓山本萌不起來的美少女。
白鳥由希
南雲的同事，雙眼視力2.0，空手道三段，家事萬能，原本跟南雲交往，但在達不到南雲的要求後分手，之後試圖讓南雲變成正常人。
黑崎墮美泥
拜物教撲滅特殊工作員，處心績慮的要消滅日本的妄想族群。是山本等人的勁敵。原是筆名愛野泉的少女漫畫家。後來被山本點化後恢復正常並脫離組織。
六天灰夢克拉拉
拜物教撲滅特殊工作員，只要接近御宅族就會起疹子，所以要塑造一個沒有御宅族的日本。原是當紅童星。會使用貝嘉密親傳的貝嘉密殺法，連最強的妄想戰士山本都不敵這招。
貝嘉密
克拉拉的管家兼經計人，深不可測的高手。
隱形眼鏡大將軍
拜物教撲滅特殊工作員，帶領隱形眼鏡憲兵隊執行全日本眼鏡崇拜肅清，本體躲在巨大的盔甲之下。
矢追純
眼鏡少年同人眾的領袖，愛好Yaoi的腐女，會使用同人忍法──耽美隱身。對於以松下為題材的同人作品非常熱衷，話題常常都是某某X松下。

## 組織
眼鏡娘教會
瘋狂迷戀眼鏡娘的集會組織，全員統一穿著似德魯依的長袍，長袍前面寫的眼鏡娘，後面寫著教眾萌的眼鏡娘姓名，為了推廣信仰不遺餘力，教眾中也有現職漫畫家，會組團參加同人誌即賣會增加信眾及教會活動的資金，在平時教眾隨時都在找機會拍可愛的眼鏡娘，就算用偷拍的方法也無所謂，除這些外還有崇拜土偶的集會儀式（據南雲的說法，土偶是最早的眼鏡娘肖象），使用隱形眼鏡跟脫下眼鏡是教眾無法忍受的事。
日本國政府拜物教撲滅組織
有鑑於狂熱的拜物風潮可能引發犯罪，日本秘密成立的地下特務組織以國家級恐怖主義的方式迫害御宅族來消滅拜物族群。除了御宅族外也會監禁如眼鏡娘、貧乳、關西腔、左撇子等可能引誘犯罪的族群。
秋葉原
御宅族的聖地，有許多的精品店。